# Kasachische Verfassung

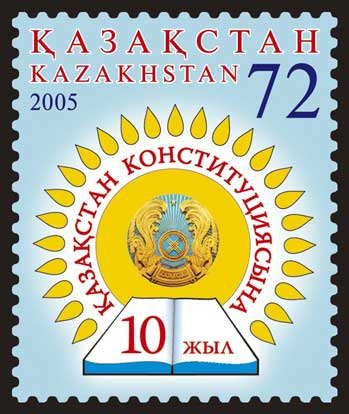
Briefmarke zum zehnten Jahrestag der bestehenden Verfassung

Die Verfassung Kasachstans ist nach Artikel 4 der Verfassung das höchste Gesetz im Staat Kasachstan. 
Die derzeit geltende Präsidialverfassung ist nach einem Referendum am 30. August 1995 vom Volk angenommen und trat am 4. September 1995 in Kraft. Sie bildet die Grundlage für das politische System Kasachstans, legitimiert jedoch auch die autoritäre Art der Regierungsführung in der Republik.

## Inhalt
Die Verfassung enthält eine Präambel und 98 Artikel. 
Die Präambel betont die Gleichheit und die Freiheit sowie die Rolle Kasachstans in der internationalen Gemeinschaft. 

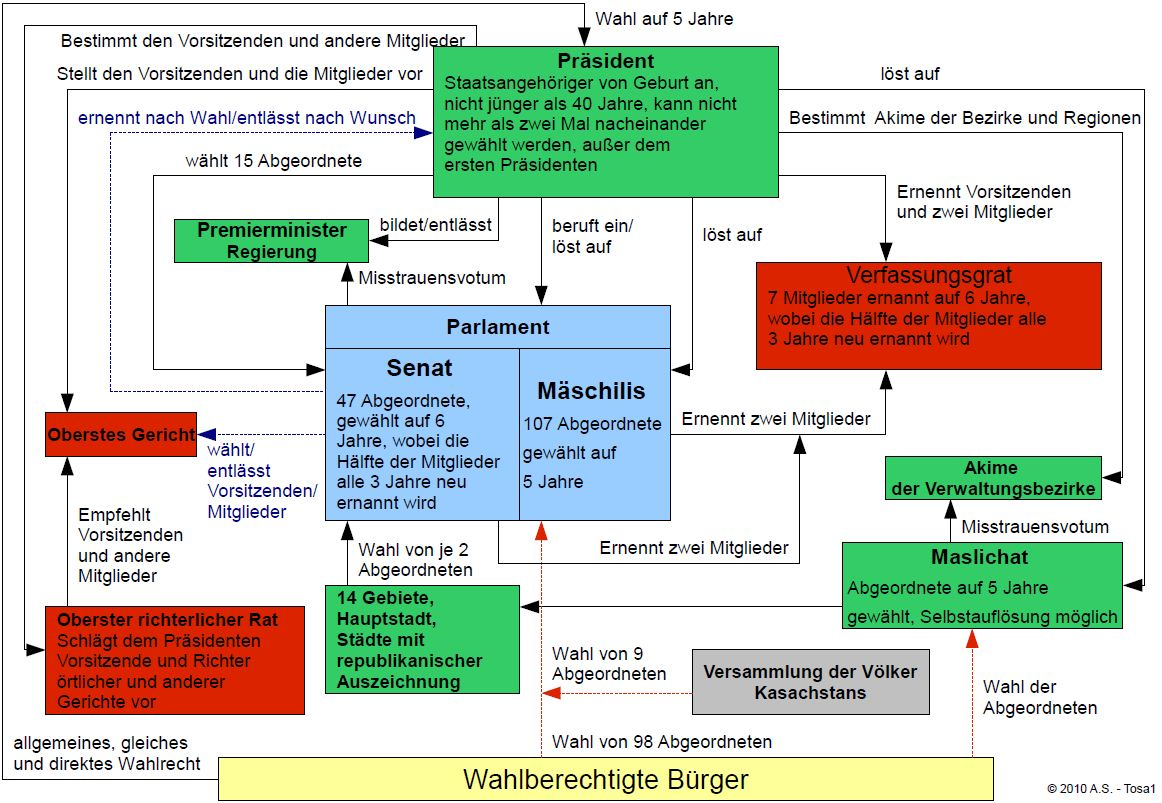
Verfassungsorgane der Republik Kasachstan dargestellt in einem Schema

Die Verfassung ist gegliedert in folgende Kapitel:
1. Allgemeine Bestimmungen
2. Der Mensch und die Bürger
3. Der Präsident
4. Das Parlament
5. Die Regierung
6. Verfassungsrat
7. Der Gerichtshof und das Gericht
8. Lokale öffentliche Verwaltung und Selbstverwaltung
9. Abschließende Bestimmungen und Übergangsbestimmungen

## Änderungen
Die Verfassungsänderung vom 18. Mai 2007 brachte eine weitere Verfestigung der bereits sehr mächtigen Position des Staatspräsidenten, insbesondere durch die Aufhebung des bisherigen Verbots der politischen Tätigkeit des Präsidenten in einer politischen Partei. 
Die Verfassungsänderung beinhaltete eine Aufhebung der Mandatsbeschränkung für den „Ersten Präsidenten Kasachstans“, die bisher auf zwei Wahlperioden begrenzt war. 
Allerdings wurde gleichzeitig auch die Wahlperiode des Präsidenten von sieben auf fünf Jahre reduziert.
Die Verfassungsänderung vom 16. September 2022 beschränkte die Amtszeit des Staatspräsidenten auf künftig nur noch einmalig sieben Jahre.